# José de Posada Herrera

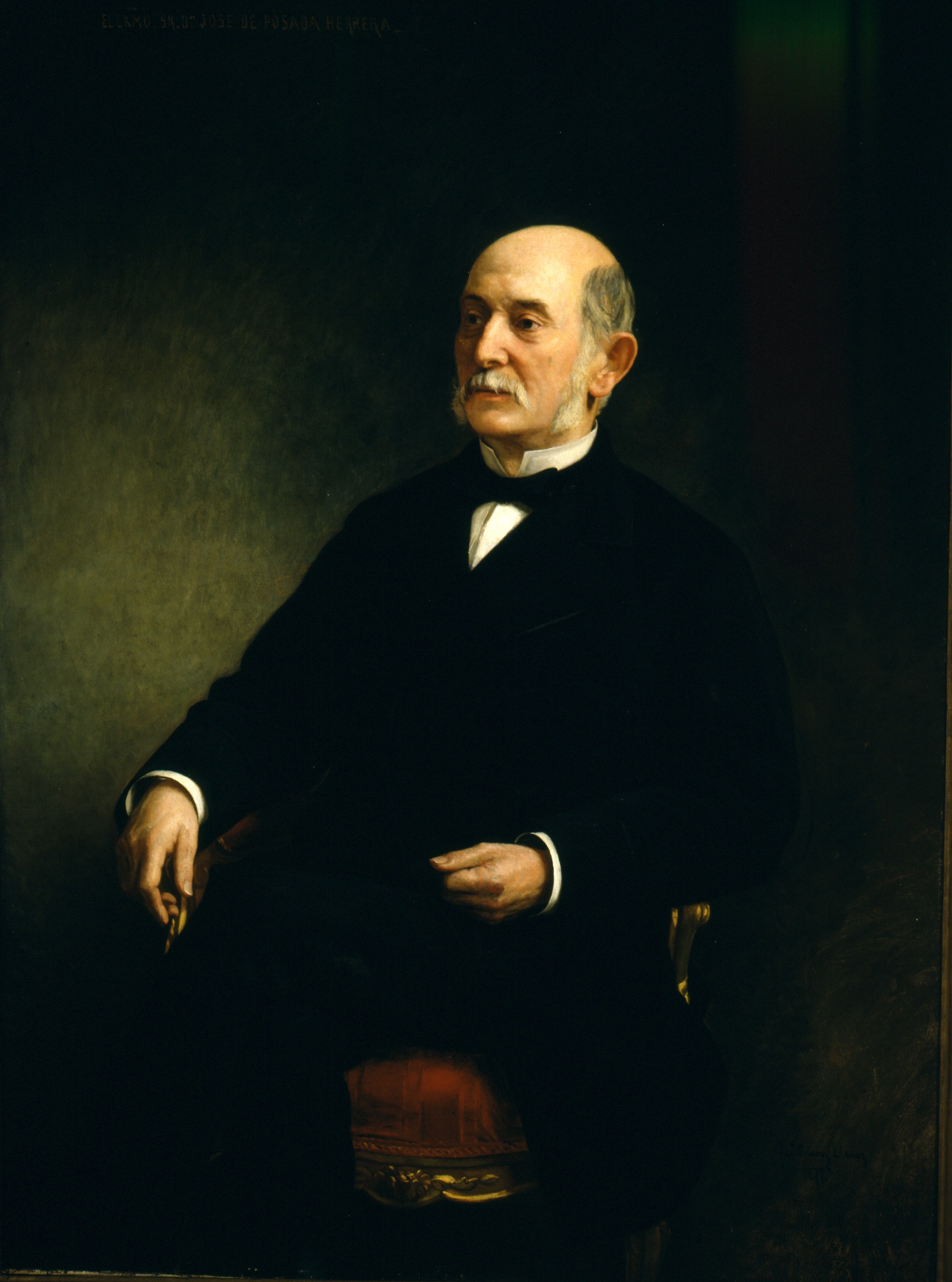
José de Posada Herrera.

José de Posada Herrera, född 31 mars 1815 i Llanes, Asturien, död där 7 september 1885, var en spansk politiker. 
Posada Herrera blev vid unga år professor i nationalekonomi vid universitetet i Oviedo och 1840 ledamot av Cortes Generales, där han tillhörde liberalerna. Han var inrikesminister 1858–63 under Francisco Javier de Istúriz och Leopoldo O'Donnell och 1865–66 ånyo under O'Donnell samt 1868–69 spansk ambassadör i Rom. Från 1875 var han gång efter annan president i Cortes Generales samt oktober 1883 till januari 1884 konseljpresident i en "dynastiskt liberal" ministär.